# 1964 aux États-Unis
Pour des articles plus généraux, voir Chronologie des États-Unis et 1964.
Chronologie des États-Unis
- 1960
- 1961
- 1962
- 1963
- 1964
- 1965
- 1966
- 1967
- 1968

Cette page concerne des événements d'actualité qui se sont produits durant l'année 1964 du calendrier grégorien aux États-Unis.

## Gouvernement
- Président : Lyndon B. Johnson
- Vice-président : Personne
- Secrétaire d'État :
- Chambre des représentants - Président :

## Événements
- 8 janvier : Lyndon Johnson déclare la guerre à la pauvreté.
- 23 janvier : le XXIVe amendement de la Constitution des États-Unis est ratifié.
- 11 février, Washington : premier concert des Beatles aux États-Unis.
- 24 février : déclaration du président Johnson sur le programme de l'avion espion Lockheed A-12 Oxcart.
- 26 février : Lyndon Johnson parvient à faire voter la loi de Kennedy sur les réductions fiscales, le Revenue Act, loi budgétaire qui abaisse la fiscalité de 14 milliards de dollars sur 2 ans. L'impôt sur le revenu est diminué de 25 %. Le taux supérieur est ramené de 91 à 77 %, puis de 77 à 70 % et le taux marginal de 20 à 16 %, puis de 16 à 14 %. L'impôt sur les sociétés est abaissé de 52 à 48 %. Des déductions fiscales sont introduites pour les familles pauvres et les couples avec enfants (revenu annuel maximal de 1 000 $). Ces mesures sont destinées à relancer la croissance et réduire le chômage.
- 11 mars : 21e cérémonie des Golden Globes.
- 13 mars : meurtre de Kitty Genovese à New York. Violente polémique sur les comportements des dizaines de témoins de la scène.

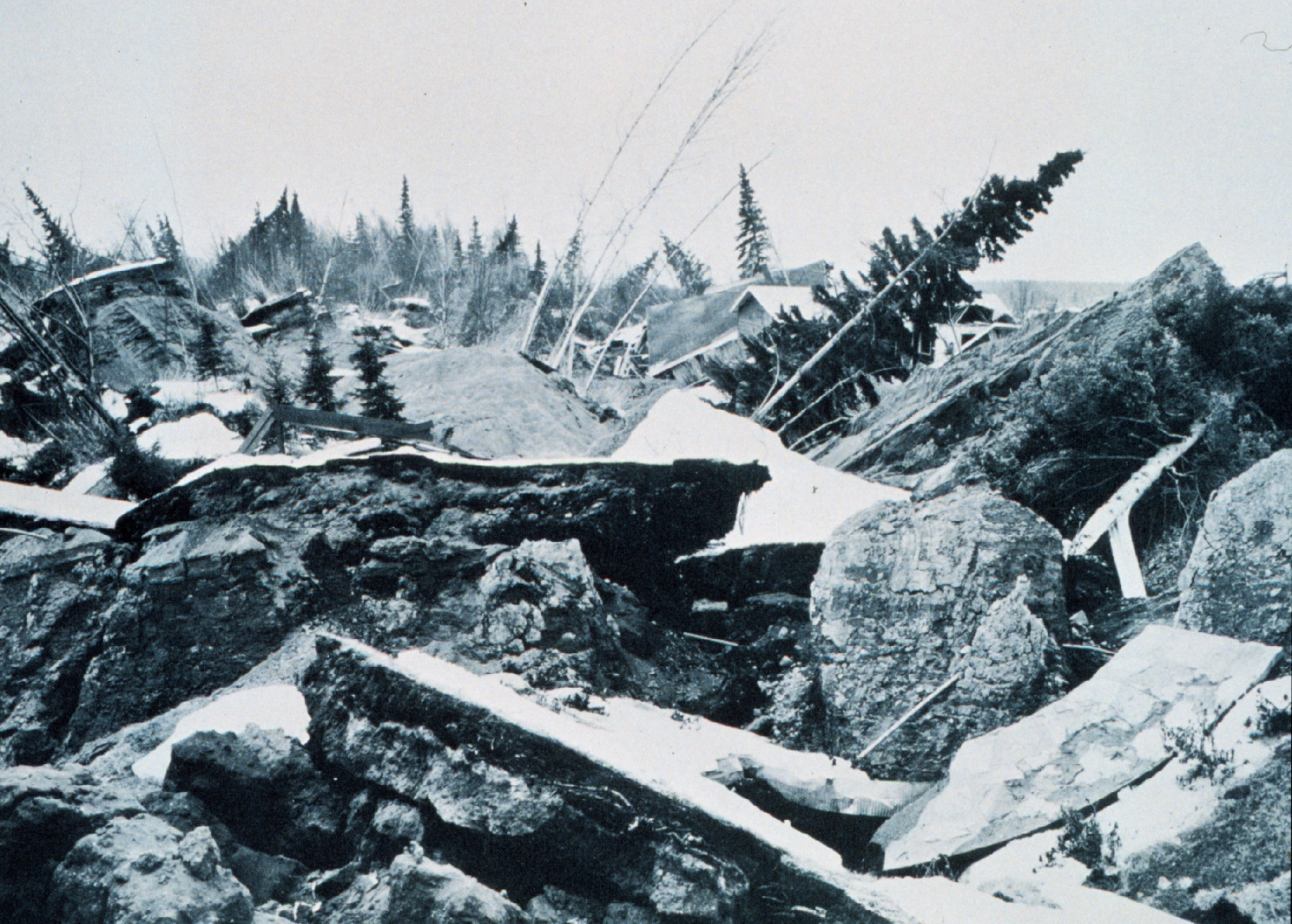
27 mars : tremblement de terre en Alaska

- 27 mars : tremblement de terre en Alaska.
- 8 avril : lancement de Gemini 1, premier vol spatial du programme Gemini.
- 13 avril : 36e cérémonie des Oscars.
- 22 avril : ouverture de la Foire internationale de New York
- Avril : Johnson arbitre avec succès un conflit opposant les syndicats au patronat des chemins de fer.
- 22 mai : dans un discours à l'université du Michigan, Lyndon Johnson substitue à la « Nouvelle Frontière » de son prédécesseur le programme de la « Grande Société ».
- Nuit du 21 au 22 juin : meurtres de la Freedom Summer. Trois militants pour les droits civiques sont assassinés par des membres des White Knights of the Ku Klux Klan.
- 2 juillet : adoption après de longs débats par le Congrès du Civil Rights Act (loi sur les « droits civiques » accordés aux minorités). Abrogation de fait des lois Jim Crow sur la ségrégation raciale en vigueur dans le sud du pays. Interdiction de toute mesure ségrégationniste appliquée aux afro-américains dans le domaine des logements sociaux, de l'éducation, de la santé et du travail. Mais le président Johnson, pour faire approuver la loi, a dû consentir au retrait de certaines mesures du texte comme le droit de vote.
- 18 juillet : émeutes raciales à Harlem.
- 31 juillet - 1er octobre : opération Sea Orbit. Circumnavigation sans réapprovisionnement de l'ensemble de la flotte nucléaire opérationnelle américaine[1].
- 2 - 4 août : incidents du golfe du Tonkin. Attaque de deux destroyers américains.
- 7 août : Johnson obtient du Congrès à la quasi-unanimité la résolution du golfe de Tonkin qui lui remet les pleins pouvoirs pour « repousser toute attaque armée » et « prévenir toute agression future » dans la région. Plus tard (1968), le secrétaire à la défense Robert McNamara reconnaîtra que les deux destroyers attaqués avaient participé à des opérations offensives sud-vietnamiennes contre le Nord. Parallèlement, le Congrès augmente significativement l'aide financière au Sud-Vietnam, qui passe à 1 milliard de dollars par an.
  - Au Vietnam, le Nord Communiste déploie ses premières troupes au Sud pour renforcer le Vietcong et prévenir l'intervention prochaine à grande échelle des États-Unis.
- 19 août-20 septembre : tournée américaine des Beatles.
- 20 août : l'Economic Opportunity Act alloue un fonds d'un milliard de dollars à diverses agences et à des programmes locaux chargés d'aider les jeunes à acquérir une formation professionnelle.
- 24 - 27 août : Convention Démocrate à Atlantic City. La convention sera marquée par plusieurs polémiques : L’inscription du parti afro-américain Mississippi Freedom Democratic Party, le retrait de la délégation de l'Alabama (pro-ségrégationniste), la candidature inopinée de George Wallace qui séduit une partie importante de l'électorat conservateur du Sud des États-Unis au détriment du président Lyndon Johnson.
- 27 août : Lyndon Johnson est choisi par la convention Démocrate pour l'élection présidentielle de novembre, après plusieurs polémiques et la menace d'une division profonde du parti entre libéraux et conservateurs au sujet des droits civiques.
- 28 - 30 août : émeutes raciales à Philadelphie.
- 31 août : Food Stamp Act. 75 millions de dollars sont alloués au programme des bons alimentaires créé par le président Kennedy.
- 3 septembre : Wilderness Act créant le National Wilderness Preservation System, le système national de protection de zones sauvages.
- 24 septembre : La commission Warren rend ses conclusions sur l'assassinat du président Kennedy. Elle établit que Lee Harvey Oswald est seul responsable de l'assassinat. Mais cette conclusion est remise en cause les années suivantes par de nombreuses personnalités politiques et médiatiques.
- 1er octobre : l’arrestation d'un étudiant sur le campus de l'université de Berkeley provoque le Free Speech Movement ( « Mouvement pour la liberté d'expression »).
- 14 octobre : Martin Luther King reçoit le prix Nobel de la paix.
- 31 octobre : 4 officiels américains meurent dans un attentat au Vietnam.
- 3 novembre : élection du démocrate Lyndon Johnson comme président des États-Unis avec 61,1 % des voix contre le républicain Barry Goldwater qui, avec 38,5 %, subit l'échec le plus cuisant de l'histoire de la présidentielle américaine. Cette défaite marquera le coup d'envoi pour les Républicains d'une offensive idéologique, bien organisée et généreusement financée, destinée à réhabiliter un capitalisme pur et dur.
- Le parti Républicain s’implante définitivement dans les Etats du Sud des États-Unis, au détriment des Démocrates qui y avaient gagné toutes les élections locales depuis un siècle.
- 21 novembre : fin de la construction du Verrazano Narrows Bridge, à New York qui supplante le Golden Gate Bridge comme plus long pont suspendu au monde.

### Économie et société
- Les Indiens organisent des « fish-in » sur la Nisqually River (État de Washington) pour réclamer leurs droits de pêche reçu par traité en 1854.
- Le nombre des plus pauvres passe de 39 millions à 24 millions.
- Le taux de pauvreté baisse à 12 %.
- Déficit budgétaire de 2,9 milliards de dollars.
- 5,2 % de chômeurs.

## Vietnam
- Les forces américaines déployées passent à 23 000 hommes
- Premiers bombardements aériens et terrestres contre le Nord-Vietnam.
- La résolution du golfe du Tonkin votée par le Congrès inaugure le début de la guerre du Vietnam, qui divisera et affaiblira profondément le pays.
  - Cette résolution aboutira à un déploiement massif de l'armée américaine dont les effectifs au sol passeront de 23 000 à 550 000 hommes.